# فدراسیون وزنه‌برداری آسیا
فدراسیون وزنه‌برداری آسیا (انگلیسی: Asian Weightlifting Federation) (با حروف اختصاری به انگلیسی: AWF) نهاد رسمی ناظر بر ورزش وزنه‌برداری در آسیا است. این نهاد، مسئول سازماندهی مسابقاتی همچون مسابقات قهرمانی وزنه‌برداری آسیا و تنظیم قوانین و دستورالعمل‌های مربوط به آن است.

## رویدادها
- مسابقات وزنه‌برداری قهرمانی آسیا (open age)
- مسابقات وزنه‌برداری قهرمانی جوانان آسیا (۱۵–۲۰ سال)
- مسابقات وزنه‌برداری قهرمانی نوجوانان آسیا (۱۳–۱۷ سال)
- مسابقات وزنه‌برداری قهرمانی مسترز آسیا (+۳۵ سال)
- مسابقات وزنه‌برداری قهرمانی باشگاهای آسیا (باشگاه‌ها: جوانان و بزرگسالان)